# Tony Campana
Pour les articles homonymes, voir Campana.
Anthony Campana (né le 30 mai 1986 à Kettering, Ohio, États-Unis) est un voltigeur des ligues majeures de baseball.

## Carrière

### Cubs de Chicago
Joueur des Bearcats de l'université de Cincinnati, Tony Campana est repêché en 13e ronde par les Cubs de Chicago en 2008.

#### Saison 2011
Il se signale début 2011 avec les Cubs de l'Iowa, le club-école de niveau AAA des Cubs de Chicago dans la Ligue de la côte du Pacifique : en 30 parties, le frappeur gaucher montre une moyenne au bâton de ,342 avec huit doubles, deux triples, 27 points marqués et huit buts volés. Il obtient son premier rappel dans les majeures.
Campana joue son premier match au plus haut niveau le 17 mai 2011 lors d'une visite des Cubs de Chicago à Cincinnati, où ils affrontent les Reds. Il vient croiser le marbre et marquer un point après avoir été employé comme coureur suppléant pour Alfonso Soriano. Puis il frappe son premier coup sûr dans les majeures, un double contre le lanceur des Reds Jordan Smith,.
Le 5 août 2011, il frappe son premier coup de circuit dans les majeures et le fait de façon spectaculaire puisqu'il s'agit d'un circuit à l'intérieur du terrain face à Mike Leake des Reds de Cincinnati. Si l'on fait exception d'un autre circuit sur frappe intérieure réussi en séries éliminatoires avec les Smokies du Tennessee, le club-école Double-A des Cubs en 2010, Campana n'avait pas obtenu de coup de circuit depuis 2008 avec l'équipe de l'Université de Cincinnati. Il est le premier joueur des Cubs à obtenir son premier circuit dans les majeures de cette façon depuis Carmen Mauro en 1948 et le premier Cub à réussir un circuit à l'intérieur du terrain à Wrigley Field depuis Sammy Sosa en 2001. Campana termine la saison avec un circuit et 6 points produits en 95 parties jouées, durant lesquelles il maintient une moyenne au bâton de ,259. Malgré un nombre de matchs joués beaucoup moins élevé que plusieurs de ses coéquipiers, il mène les Cubs avec 24 buts volés au cours de cette première saison. Campana est d'ailleurs cité comme l'un des coureurs les plus rapides des ligues majeures. Il se classe deuxième de la Ligue nationale et troisième des majeures pour le taux de réussite en tentative de vol (92,3 %), ayant capturé ses 24 buts en seulement 26 essais.

#### Saison 2012
En 2012, Campana dispute 89 matchs des Cubs et frappe pour ,264. Malgré un nombre peu élevé de parties jouées, il se classe neuvième pour les buts volés dans la Ligue nationale et deuxième derrière Everth Cabrera de San Diego pour le taux de réussite (90,9 %) avec 30 buts volés en 33 tentatives.

### Diamondbacks de l'Arizona
Le 18 février 2013, les Cubs échangent le voltigeur Campana aux Diamondbacks de l'Arizona contre deux lanceurs droitiers des ligues mineures, Jesus Castillo et Erick Leal.  
Il joue 29 matchs pour Arizona en 2013 et réussit 8 buts volés en 10 tentatives. Sa moyenne au bâton s'élève à ,261 et sa moyenne de présence sur les buts à ,370 durant cette brève période. 
Campana joue la première moitié de la saison 2014 en Arizona avant d'être échangé : en 26 matchs, il ne frappe que 9 coups sûrs pour une moyenne au bâton de ,150 et réussit 3 vols de buts en 4 essais.

### Angels de Los Angeles
Le 5 juillet 2014, Tony Campana et le lanceur de relève gaucher Joe Thatcher passent des Diamondbacks aux Angels de Los Angeles en échange de deux joueurs de ligues mineures, le voltigeur Zach Borenstein et le lanceur droitier Joey Krehbiel. Campana frappe pour ,333 de moyenne au bâton grâce à 5 coups sûrs en 15 apparitions au bâton pour les Angels. En 18 matchs, il marque 6 points mais est retiré en tentative de vol à son seul essai.

### Nationals de Washington
Il signe un contrat des ligues mineures avec les White Sox de Chicago le 22 janvier 2015. Il se blesse aux ischio-jambiers en février 2015 et les White Sox le libèrent de son contrat un mois après. Inactif toute l'année 2015, il est le 11 août récupéré au passage par les Nationals de Washington, qui lui offrent un contrat des ligues mineures.